# Константино-Еленинский монастырь (Ленинское)
Константи́но-Еле́нинский монасты́рь — православный женский монастырь Санкт-Петербургской епархии Русской православной церкви, расположенный в посёлке Ленинское Выборгского района Ленинградской области.
Подворье в Санкт-Петербурге — храм преподобномученика Андрея Критского.

## История
Исторически в Хаппале (так называлось Ленинское до 1948 года) никогда не было православного храма. Эта территория входила в Великое княжество Финляндское, и население в основном исповедовало лютеранство.
В 1998 году в посёлке была создана православная община. Под строительство храма было отведено место, оставшееся от сгоревшего в 1980-х годах клуба.
В июне 1998 года состоялась закладка церкви в честь святых равноапостольных Константина и Елены по проекту архитектора Ф. К. Романовского. В декабре 1999 года на звонницу подняли восемь колоколов. Строительство осуществлялось на средства ктитора Константина Голощапова, генерального директора ФГУП «Росцентрпроект» управления делами Президента России.
Первая служба в храме состоялась в Рождественский пост в 1999 году, с мая 2000 года богослужения здесь проводятся постоянно. В 2001 году храм был освящён Патриархом Московским и всея Руси Алексием II.
Решением Священного синода Русской православной церкви от 6 октября 2006 года было удовлетворено прошение митрополита Санкт-Петербургского и Ладожского Владимира о благословении на открытие Константино-Еленинского женского монастыря. Первые сёстры приехали сюда из Санкт-Петербургского Новодевичьего монастыря. Настоятельницей монастыря была назначена монахиня Илариона (Феоктистова).
В 2011 году из монастыря в дар Иверско-Серафимовскому женскому монастырю в Алма-Ате на хранение в были переданы мощи святых Веры, Надежды, Любови и Софии, сейчас они хранятся в Софийском соборе монастыря.

## Храмы
- во имя святых равноапостольных Константина и Елены
- во имя святителя Николая Чудотворца
- крестильный храм во имя Рождества Христова.
- во имя Похвалы Пресвятой Богородицы